# Морозы в СССР (1978—1979)
В конце 1978 — начале 1979 года на значительной территории РСФСР (большая часть Европейской территории РСФСР и Урала) произошло существенное похолодание, приведшее к более низким, чем обычно, температурам.

## Причины
Сильные морозы в европейской части РСФСР ударили ещё в середине декабря, но самые лютые были в последних числах месяца. Именно тогда сформировался очень мощный арктический антициклон и быстро распространился на юго-запад. Ослабление морозов началось после Нового года, но в некоторых районах ещё до него. Во многих местах европейской части РСФСР и некоторых районах Урала декабрь оказался на 6—14 °C холоднее нормы.

## Хронология

### 30 декабря
Температура в некоторых районах европейской части РСФСР опустилась ниже −50 °C, а отрицательные температурные аномалии достигали 26—30 °C. В Архангельске температура упала до −43,2 °C, а в континентальных районах Архангельской области — на 4—8 °C ниже. Примерно так же было и на севере Коми АССР, там морозы достигали −45..−51 °C. Они стояли и в Ленинградской области — в Ленинграде температура застыла на отметке −34,7 °C. Это самое низкое значение для месяца за весь период метеорологических наблюдений (они ведутся с 1722 года, а температурные рекорды — с 1881 года). В Москве столбик термометра упал до −37,2 °C, а в Подмосковье и того ниже — до −45 °C.

### 31 декабря
Хотя в некоторых районах севера европейской части РСФСР уже начали ослабевать морозы (они смещались на юг), именно в этот день в большинстве районов, пострадавших от морозов, зафиксированы самые экстремально низкие температуры. Во многих городах среднерусской полосы были установлены абсолютные минимумы температур или близкие к ним значения. На севере Коми температура достигала −51..−58 °C, что является рекордом для Европы. На Среднем Урале температура в некоторых местах падала ниже −50 °C. Многие города в среднерусском регионе зафиксировали экстремально низкие температуры ниже −40 °C. В деревне Усть-Щугер на одноимённой метеостанции была зафиксирована рекордная температура −58,1°, с этого времени посёлок является самым холодным местом Европы.

### 1 января
В большинстве районов среднерусского региона морозы пошли на спад. Хотя на Урале сохранялись ещё сильные морозы, достигавшие экстремальных значений, через пару дней они существенно ослабли.

## Последствия
Несмотря на то, что морозы были непродолжительны, они смогли нанести бытовой и экологический урон. Из-за экстремальных холодов отопительные батареи во многих домах лопались, была нарушена подача горячей воды, и в некоторых районах столицы приходилось эвакуировать жителей из многоэтажных домов. Также сильно пострадали плодовые деревья — яблони, вишни, груши и сливы, а из ягодных культур — крыжовник и малина. Пострадала группа школьников-спортсменов из Павлодара, отправившихся в поход на лыжах по Волге близ города Тетюши, вследствие чего одна девочка из группы погибла. В Свердловской области в ночь с 30 на 31 декабря 1978 года произошёл крупный пожар в машинном зале энергоблока № 2 Белоярской АЭС, предполагается, что вызвавшее пожар падение кровли связано с ошибками строительства и экстремальными морозами.